# Maquis (Star Trek)
A la franquícia de ciència-ficció Star Trek, els maquis són una organització paramilitar - terrorista del segle XXIV (com els Maquis de la Segona Guerra Mundial de la Resistència Francesa i els Maquis espanyols que van sorgir durant la Guerra Civil Espanyola). El grup s'introdueix a l'episodi en dues parts "The Maquis" de la sèrie de televisió Star Trek: Deep Space Nine, basant-se en una trama introduïda a l'episodi "El final del viatge" de Star Trek: La nova generació; apareixen en episodis posteriors d'aquestes dues sèries, així com a Star Trek: Voyager. La història dels Maquis va debutar quan tres sèries de televisió de "Star Trek" emeses entre el 1987 i el 2001 van tenir lloc al mateix univers de ciència-ficció fictici al mateix temps en el futur (les dècades 2360 i 2370). Com a resultat, la història dels Maquis es va explicar en diversos episodis de les tres sèries. Els Maquis són especialment destacats a "Star Trek: Voyager", la premissa de la qual és que una tripulació de la Flota Estel·lar i una tripulació de Maquis estan atrapats junts a l'altre costat de la Galàxia.
Els Maquis també apareixen a la saga de còmics The Maquis: Soldier of Peace de Malibu Comics, que tenia els drets dels còmics "Deep Space Nine" a la dècada de 1990, i la sèrie de llibres The Badlands de Susan Wright.

## Concepte
El concepte dels Maquis va ser introduït pels creadors de "La nova generació" perquè pogués tenir un paper en la propera "Voyager", que estava previst que comencés a emetre's el 1995. Com va comentar Jeri Taylor: "Sabíem que volíem incloure un element renegat a "Voyager", i que la sèrie implicaria una nau que allotjaria tant gent de la Flota Estel·lar com aquells combatents per la llibertat idealistes que la Federació considerava fora de la llei [és a dir, els Maquis]". Per tant, els creadors de "Star Trek" van decidir crear una història de fons per a la Maquis en diversos episodis de Deep Space Nine i La nova generació, i els va anomenar en honor als guerrillers francesos de la Segona Guerra Mundial. Els personatges recurrents de Michael Eddington (Kenneth Marshall) a Deep Space Nine i Ro Laren (Michelle Forbes) a La nova generació es van convertir en membres dels Maquis, i Voyager contenia personatges habituals d'antics Maquis com ara Chakotay (Robert Beltran) i B'Elanna Torres (Roxann Dawson), així com personatges recurrents com ara Seska (Martha Hackett). Mentre que el llibre d'Erdmann vincula els Maquis amb els Maquisard francesos, la seva història sembla semblar-se més als Maquis espanyols.
A "El Guardià", l'episodi pilot de Star Trek: Voyager, la nau estel·lar titular persegueix una nau Maquis fins a les Badlands abans de ser teletransportada als Quadrant Delta.

## Història
Segons la història fictícia de l'univers de «Star Trek», els Maquis es van formar al segle XXIV després que es promulgués un tractat de pau entre la Federació Unida de Planetes i la Unió Cardassiana, que redissenyés la zona desmilitaritzada entre les dues potències, cosa que va resultar en la cessió per part de la Federació de diversos dels seus mons colonials als cardassians. Tot i que als colons se'ls va oferir la lliure reubicació a altres llocs del territori de la Federació, alguns van insistir a romandre als mons cedits; quedant-se subjectes a la Unió Cardassiana, que es comporta agressivament amb ells. Alguns d'aquests colons van formar posteriorment els Maquis per protegir-se de l'agressió cardassiana, a causa de la manca de suport oficial de la Federació; que temia trencar el tractat de pau amb els cardassians, cosa que conduiria a la guerra.
Tanmateix, diversos membres de la Federació van donar suport a la causa dels maquis i els van subministrar il·legalment armes i altra tecnologia que podien utilitzar en la seva lluita. En diversos casos, la Federació va intervenir en la guerra entre els maquis i els cardassians, ajudant aquests últims en reconeixement del tractat de pau. En un cas, la nau de la Federació USS Voyager va rastrejar una nau maquis fins a les Terres Males amb la intenció de detenir-la, però una força alienígena els va transportar tots dos al Quadrant Delta, al costat oposat de la Via Làctia. Les dues tripulacions es van veure obligades a unir-se per sobreviure contra amenaces alienígenes com els Kazon i els Borg. Anys més tard, quan els cardassians es van unir al Domini per lluitar a la Guerra del Domini contra la Federació, el Domini va ajudar l'exèrcit cardassià a eliminar els maquis; un preludi a la seva guerra contra la Federació i els seus aliats.
Els Maquis presenten reptes morals a personatges existents com ara Quark i Sisko a Espai Profund 9. Quark és atret a vendre armes als Maquis per una atractiva dona Vulcaniana, cosa que demostra com el seu desig de diners el va convertir sense voler en un traficant d'armes il·legal. Sisko ha de navegar per la política interna dels cardassians i la Federació mentre intenta mantenir el tractat de pau, a més de ser posat a prova pel seu vell amic que intenta reclutar-lo per a la rebel·lió.

## Episodis
Els cardassians van ser presentats a "Star Trek: La nova generació" el gener de 1991 amb l'episodi "La ferida", que estableix algunes de les bases dels assentaments de la Federació a la frontera cardassiana. "L'alferes Ro" es va emetre a l'octubre de 1991 introduint les experiències de viure a l'espai ocupat pels cardassians. "Star Trek: Deep Space Nine" es va estrenar el gener de 1993 i està ambientat principalment en un antic espai ocupat pels cardassians. "El final del viatge" de "La nova generació" es va emetre el març de 1994 i va presentar els resultats del tractat de pau entre la Federació i els cardassians i l'establiment d'una nova zona desmilitaritzada amb colons de la Federació en territori cardassià. Els Maquis van ser presentats formalment un mes després a l'episodi en dues parts de Deep Space Nine "The Maquis" i serien el centre d'atenció de molts episodis de la franquícia.
L'episodi "Learning Curve" va utilitzar els diferents estils operatius dels Maquis i la Federació com a punt argumental quan alguns Maquis van ser embarcats com a tripulants d'una nau espacial de la Federació.

### Episodis enfocats en el maquis
- "El final del viatge" (TNG, Data d'emissió - 28 de març de 1994) Es va signar un nou tractat fronterer entre la Federació i els cardassians, que va provocar resistència
- "The Maquis, Part I and Part II"[7][5] (DS9, Airdate - April 24, 1994, and May 1, 1994) First appearance of the Maquis
- "Atac amb dret de prioritat" (TNG, Data d'emissió - 16 de maig de 1994)
- "Tribunal" (DS9, Data d'emissió – 5 de juny de 1994)
- "Defiant" (DS9, Data d'emissió – 21 de novembre de 1994)
- "El Guardià" (VOY, Data d'emissió – 16 de gener de 1995)
- "Corba d'aprenentatge" (VOY, Data d'emissió -22 de maig de 1995)
- "Cuirassat" (VOY, Data d'emissió – 12 de febrer de 1996)
- "For the Cause" (DS9, Data d'emissió – 6 de maig de 1996)
- "For the Uniform" (DS9, Data d'emissió – 3 de febrer de 1997)
- "Blaze of Glory" (DS9, Data d'emissió – 12 de maig de 1997) El final del conflicte amb el maquis al Quadrant Alfa.
- "La pitjor situació possible" (VOY, Data d'emissió – 14 de maig de 1997)
- "Caçadors" (VOY, Data d'emissió – 11 de febrer de 1998) Voyager aprèn del destí dels Maquis
- "Repression" (VOY, Data d'emissió – 25 d’octubre de 2000)

## Personatges

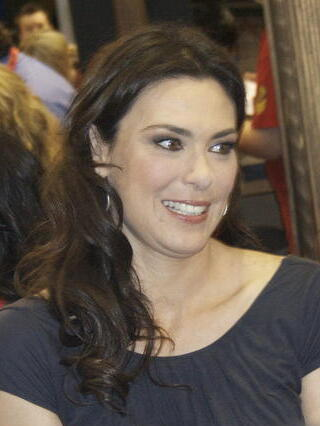
L'actriu Michelle Forbes va interpretar la problemàtica oficial de la Flota Estel·lar Ro Laren.

Diversos membres dels Maquis són personatges de TNG, DS9 i Voyager, tot i que la pertinença de vegades és transitòria i, com revela la saga dels Maquis, per exemple, alguns es revelen com a agents de la Federació. La revelació de la identitat d'un personatge és un recurs argumental comú al llarg de la història. Molts episodis giren al voltant d'aquestes preguntes.
- B'Elanna Torres (interpretada per Roxann Dawson)
- Chakotay, capità d'una nau espacial dels Maquis.[8] (played by Robert Beltran)
- Calvin Hudson, líder maquis (interpretat per Bernie Casey)
- Macias, líder maquis (interpretat per John Franklyn-Robbins)
- Michael Eddington (interpretat per Kenneth Marshall)[9]
- Ro Laren (interpretat per Michelle Forbes)[9]
- Teero (interpretat per Keith Szarabajka)
- Tuvok, agent de la Federació i oficial del pont de la Voyager (interpretat per Tim Russ)
- Thomas Riker (interpretat per Jonathan Frakes)[10]
- Sakonna[7] (nterpretat per Bertila Damas)
- Santos (interpretat per William Thomas Jr.)
- Seska (interpretat per Martha Hackett)[9]

## Naus espacials fictícies
A la franquícia de ciència-ficció Star Trek, se sap que els Maquis utilitzen una barreja diversa de naus espacials més antigues de la Federació Unida de Planetes. Tres aspectes són que les naus espacials són més antigues, fins a diverses dècades, hi ha una varietat de tipus en servei i, finalment, solen ser de disseny de la Federació. Tot i que el les naus espacials són antigues, se sap que els Maquis les milloren amb armament avançat per enfrontar-se a naus cardassianes més grans com la classe Galor.
- El Val Jean a "El Guardià"[11]
- Assaltant Maquis com es veu a l'episodi de Star Trek: Deep Space Nine "The Maquis, Part II"[12] La nau espacial Maquis d'aquest episodi va ser dissenyada per Rich Sternbach i construïda amb fibra de vidre i resina.[13]
- Cuirassat, antiga arma cardassiana requisada pels Maquis ("Cuirassat")
- Interceptor Maquis/Classe Peregrine Maquificada[14]

El Caça Maquis que es veu als episodis de DS9 ("The Maquis" I i II) va ser dissenyat per Jim Martin i el model per als efectes especials va ser construït per Tony Meinenger. El caça/transport utilitzat per Ro també va ser dissenyada per Jim Martin, però aquest model va ser construït per Greg Jein.
El 2006, el model en miniatura del Maquis Raider de "The Maquis, Part II" es va vendre per 10.800 USD en una subhasta.

## Recepció
Un exemple d'una revisió de l'episodi de Maquis va ser el 2016; USA Today l'episodi "The Maquis" com a imprescindible de tota la franquícia Star Trek per la seva introducció de la història de Maquis, que també seria una element a Star Trek: Voyager. Assenyalen els elements interessants de ciència-ficció elements de la història de la Federació, cardassians, maquis i bajorans que es combinen entre si per crear temes complexos centrats al voltant de l'estació espacial fictícia Espai Profund 9.

## Emissió i llançaments
Els episodis protagonitzats pels maquis es van distribuir de moltes maneres perquè la història es va repartir per diverses sèries. Per exemple, Star Trek: Deep Space Nine es va emetre en redifusió, mentre que Star Trek: Voyager es va emetre a la cadena UPN. Els llançaments de vídeo domèstic dels episodis de televisió inclouen una sèrie de títols en LaserDisc, VHS i DVD. Els títols rellevants de Star Trek: Trek: La nova generació també es van publicar en disc Blu-Ray en HD.
Per exemple, l'episodi de dues parts "The Maquis" es va publicar en dues edicions separades de LaserDisc als Estats Units. Un disc òptic de 12 polzades de dos episodis amb "Blood Oath" i "The Maquis, Part I" es va publicar el 6 d'octubre de 1998 als Estats Units. Un altre element amb "The Maquis, Part II" i "The Wire" es va estrenar el 20 d'octubre de 1998.